# Ronde van Lombardije 2016
De 110e editie van de wielerwedstrijd Ronde van Lombardije werd gehouden op 1 oktober 2016. De wedstrijd maakte deel uit van de UCI World Tour 2016. Esteban Chaves was de sterkste in een sprint met drie. Titelverdediger was de Italiaan Vincenzo Nibali. In totaal gingen 200 renners van start, van wie er 61 de eindstreep bereikten, met David de la Cruz (Etixx-Quick Step) als laatste met een achterstand van ruim 20 minuten.

## Deelnemende ploegen
| 18 UCI World Tour-ploegen | 18 UCI World Tour-ploegen | 18 UCI World Tour-ploegen | 7 wildcards                 |
| ------------------------- | ------------------------- | ------------------------- | --------------------------- |
| AG2R La Mondiale          | FDJ                       | LottoNL-Jumbo             | Androni Giocattoli-Sidermec |
| Astana                    | Giant-Alpecin             | Movistar                  | Bardiani CSF                |
| BMC Racing Team           | IAM Cycling               | Orica-BikeExchange        | CCC Sprandi Polkowice       |
| Cannondale                | Katjoesja                 | Team Sky                  | Cofidis, Solutions Crédits  |
| Dimension Data            | Lampre-Merida             | Tinkoff                   | Wilier Triestina-Southeast  |
| Etixx-Quick Step          | Lotto Soudal              | Trek-Segafredo            | Nippo-Vini Fantini          |
|                           |                           |                           | Gazprom-RusVelo             |
|                           |                           |                           |                             |

## Rituitslag
| Ronde van Lombardije 2016 |                      |                        |          |
| Plaats                    | Naam                 | Ploeg                  | Tijd     |
| Winnaar                   | Esteban Chaves       | Orica-GreenEdge        | 6u26'36" |
| 2                         | Diego Rosa           | Astana Pro Team        | z.t.     |
| 3                         | Rigoberto Urán       | Cannondale Pro Cycling | z.t.     |
| 4                         | Romain Bardet        | AG2R La Mondiale       | + 6"     |
| 5                         | Davide Villella      | Cannondale Pro Cycling | + 1' 19" |
| 6                         | Alejandro Valverde   | Team Movistar          | + 1' 24" |
| 7                         | Robert Gesink        | Team LottoNL-Jumbo     | z.t.     |
| 8                         | Warren Barguil       | Team Giant-Alpecin     | z.t.     |
| 9                         | Alessandro De Marchi | BMC Racing Team        | z.t.     |
| 10                        | Pierre Latour        | AG2R La Mondiale       | z.t.     |
|                           |                      |                        |          |
| 21                        | Jan Bakelants        | AG2R La Mondiale       | + 7' 17" |

1905 · 1906 · 1907 · 1908 · 1909 · 1910 · 1911 · 1912 · 1913 · 1914 · 1915 · 1916 · 1917 · 1918 · 1919 · 1920 · 1921 · 1922 · 1923 · 1924 · 1925 · 1926 · 1927 · 1928 · 1929 · 1930 · 1931 · 1932 · 1933 · 1934 · 1935 · 1936 · 1937 · 1938 · 1939 · 1940 · 1941 · 1942 · 1943 · 1944 · 1945 · 1946 · 1947 · 1948 · 1949 · 1950 · 1951 · 1952 · 1953 · 1954 · 1955 · 1956 · 1957 · 1958 · 1959 · 1960 · 1961 · 1962 · 1963 · 1964 · 1965 · 1966 · 1967 · 1968 · 1969 · 1970 · 1971 · 1972 · 1973 · 1974 · 1975 · 1976 · 1977 · 1978 · 1979 · 1980 · 1981 · 1982 · 1983 · 1984 · 1985 · 1986 · 1987 · 1988 · 1989 · 1990 · 1991 · 1992 · 1993 · 1994 · 1995 · 1996 · 1997 · 1998 · 1999 · 2000 · 2001 · 2002 · 2003 · 2004 · 2005 · 2006 · 2007 · 2008 · 2009 · 2010 · 2011 · 2012 · 2013 · 2014 · 2015 · 2016 · 2017 · 2018 · 2019 · 2020 · 2021 · 2022 · 2023 · 2024 · 2025
 Tour Down Under · 
 Parijs-Nice · 
 Tirreno-Adriatico · 
 Milaan-San Remo ·
 E3 Harelbeke ·
 Ronde van Catalonië ·
 Gent-Wevelgem ·
 Ronde van Vlaanderen ·
 Ronde van Baskenland ·
 Parijs-Roubaix ·
 Amstel Gold Race ·
 Waalse Pijl ·
 Luik-Bastenaken-Luik ·
 Ronde van Romandië ·
 Ronde van Italië ·
 Critérium du Dauphiné ·
 Ronde van Zwitserland ·
 Ronde van Frankrijk ·
 Ronde van Polen ·
 Clásica San Sebastián ·
 EuroEyes Cyclassics ·
 GP Ouest-France Plouay ·
 GP van Quebec ·
 GP van Montreal ·
 Ronde van Spanje ·
  Eneco Tour ·
 Ronde van Lombardije